# Santa Clara kommun
Santa Clara är en kommun i Mexiko.   Den ligger i delstaten Durango, i den centrala delen av landet, 700 km nordväst om huvudstaden Mexico City.
Följande samhällen finns i Santa Clara:
- Santa Clara
- San Antonio de la Laguna
- El Nogalito